# 球霰石
球霰石（英語：Vaterite）是碳酸鈣 (CaCO3) 的是一種多晶型物礦物。 它以德國礦物學家 Heinrich Vater 的名字命名。 它也被稱為μ-碳酸鈣（μ-CaCO3）。 球霰石屬於六方晶系，而方解石是三角晶系，而文石是正交晶系 。
球霰石與文石一樣，是在地表是碳酸鈣的亚稳态。 由於它不如方解石或文石穩定，球霰石的溶解度高於這兩種相。 因此，球霰石一旦接觸到水，就會轉化為方解石（低溫）或文石（高溫：~60 °C）。 例如，在 37 °C 時，球霰石會在溶液中轉變到方解石。球霰石會先溶解並隨後經奧斯瓦爾德熟化過程中沉澱為方解石。 
然而，在礦泉中有天然球霰石、有機組織中、列如膽結石、尿路結石和植物中也有。 在這些情況下，一些雜質（金屬離子或有機物）可能會穩定球霰石並阻止其轉變為方解石或文石。 球霰石通常是無色的。
若殼軟體動物（例如腹足動物）的殼是由文石組成，其殼損傷后，首先分泌球霰石修復，然後分泌文石修復。 2018 年，劍橋大學植物園虎耳草葉子上形成的沉積物的成分，被確定為球霰石。